# Луд, збуњен, нормалан (1. сезона)
Прва сезона телевизијске серије Луд, збуњен, нормалан је премијерно емитована на Федералној телевизији БиХ у периоду од 2. септембра 2007. до 1. јуна 2008. године.

## Радња
Окосницу серије чине Изет, Фарук и Дамир, три генерације породице Фазлиновић. Сваки од њих са специфичним генерацијским проблемима који се, с' обзиром да живе у истом стану, преплићу. "Женска рука“ у њиховим животима је простодушна кућна помоћница Шефика. Њих четворо чине драматуршку окосницу приче у којој свако, оригиналношћу свога карактера, доприноси заплетима и комичним ситуацијама. Фарук (Изетов син, Дамиров отац) је музички продуцент и власник приватног студија "Акорд“. Студио има два радника: секретарицу Ивану и тонца Дину. Њих двоје (Ивана и Дино) су више од обичних радника. Они су готово као део породице са својим веома прецизним драматуршким задацима у односу на породичне проблеме породице Фазлиновић, али исто тако се појављују и као носиоци засебних прича које су везане за њихов приватни и професионални живот. Нeдалеко је и кафе бар Сар Ремо који је место окупљања свих ликова серије. Кафе бар, наравно, има власнике
(Марија и Стјепан) и особље (Селма). Ни они нису тек успутни ликови већ, неретко, носиоци читавих засебних прича које, по правилу, имају своју рефлексију на породицу Фазлиновић или на догађаје у студију "Акорд“. У свакој епизоди појављује се и читав низ епизодних ликова, неретко су то познате јавне личности које играју саме себе.

## Улоге
| Глумац                | Лик                     | Главни        | Eпизодни                             |
| --------------------- | ----------------------- | ------------- | ------------------------------------ |
| Мустафа Надаревић     | Изет Фазлиновић         | Цела сезона   | /                                    |
| Сенад Башић           | Фарук Фазлиновић        | Цела сезона   | /                                    |
| Моамер Касумовић      | Дамир Фазлиновић        | Цела сезона   | /                                    |
| Јасна Жалица          | Шефика Рондић           | Цела сезона   | /                                    |
| Жан Маролт            | Енес Хаџиетхемћумуровић | Епизоде 25-40 | Епизоде 7, 14-15, 23                 |
| Гордана Бобан         | Ивана                   | Цела сезона   | /                                    |
| Милан Павловић        | Дино Мујкић             | Цела сезона   | /                                    |
| Ива Шулентић          | Инес Грацин             | Епизоде 25-24 | /                                    |
| Татјана Шојић         | Марија Мрвица           | Цела сезона   | /                                    |
| Саша Петровић         | Стјепан Мрвица          | Цела сезона   | /                                    |
| Зана Марјановић       | Селма                   | Епизоде 1-24  | Епизоде 28 и 32                      |
| Милена Дравић         | Споменка Вихорец        | Епизоде 1-24  | Епизода 40                           |
| Јелисавета Саблић     | Сенка Вихорец           | Епизоде 25-40 | /                                    |
| Вања Драх             | Др. Ђиђимиловић         | Цела сезона   | /                                    |
| Мирај Грбић           | Драган Чмар             | /             | Епизоде 3, 13, 16, 20, 29-30, 33, 40 |
| Емир Хаџихафизбеговић | Самир Фазлиновић        | /             | Епизоде 3, 6, 23, 26, 29, 33, 40     |

## Списак епизода
| Бр. еп. (у серији) | Бр. еп. (у сезони) | Датум емитовања     | ТВ емитер | Назив                               | Сиже |
| ------------------ | ------------------ | ------------------- | --------- | ----------------------------------- | --- |
| 1                  | 1                  | 2. септембар 2007.  | ФТВ (БиХ) | Опћа забуна                         | У породици Фазлиновић настаје тотална пометња када Изет из унукове торбе извуче видео касету са геј-порнићем, која је ту доспела грешком раднице у видеотеци. У студио Акорд долази 56-годишња фолк звезда Нагиб са жељом да сними нови албум. Међутим, Фазлиновићи су заокупљени својим проблемом, а Нагиб губи живце узалудно чекајући. |
| 2                  | 2                  | 9. септембар 2007.  | ФТВ (БиХ) | Црни фонд                           | У покушају да обогати кућни буџет, Изет тајно даје оглас да изнајмљује собу са купатилом. Фарук се свим силама бори против тога, све док на врата Фазлиновића не покуца шармантна 33-годишњa студенткиња из провинције. У студију Акорд влада узбуђење и ишчекивање, јер долази 46-годишњa Северина. Међутим, када тонац Дино, дебео и увек гладан, пролије сок по миксети, све наде падају у воду, а Фарук ради све како би набавио нову опрему.              |
| 3                  | 3                  | 16. септембар 2007. | ФТВ (БиХ) | Наркоманска посла                   | Изет је у новом искушењу, јер покушава престати пушити што му тешко полази за руком. Када у очајничкој потрази за цигаретом случајно запали џоинт, сви у кући су затечени његовим чудним понашањем. Ивана нема среће у љубави и због тога је несрећна. У намери да јој помогне, Фарук јој намешта рођака Самира, али сусрет се завршава катастрофом. |
| 4                  | 4                  | 23. септембар 2007. | ФТВ (БиХ) | Проблеми са столицом                | Ивану и даље прате проблеми. Сумња да је трудна и поверава се Фаруку, али не жели да то ико сазна. Међутим, у кафићу Сан Ремо ништа не може остати тајна. Дино, све погрешно схвата и у кафићу настаје потпуна збрка. Изет има проблема са столицом, а Шефика му кува чудотворну супу од сушене камилице и рибаних јабука. |
| 5                  | 5                  | 30. септембар 2007. | ФТВ (БиХ) | Стара слика                         | У комшилук Фазлиновића досељава се згодна госпођа Споменка Вихорец, што Изетовом оку није могло промаћи. У жељи да јој се удвара, позива је на кафу и поклања јој стару породичну слику, коју је Фарук намеравао продати верујући да вреди силно богатство. Очајан што му је пропала још једна прилика да се дочепа новца, Фарук проваљује у Споменкин стан, али ту га чека неугодно изненађење.                                                               |
| 6                  | 6                  | 7. октобар 2007.    | ФТВ (БиХ) | Купопродаја слике и фолцике         | Док Изет задовољно трља руке због добро одрађеног купопродајног трансфера и броји хрпу новца, Фарук листа огласе тражећи ауто. Као посредника у овом послу ангажује рођака Самира, не слутећи шта га чека. Споменка прихвата Изетов позив да се провозају новим џипом, међутим Изетово задовољство не траје дуго. |
| 7                  | 7                  | 14. октобар 2007.   | ФТВ (БиХ) | Стезање каиша                       | Изет уводи ригорозне мере рестрикције у кући. Дамир се запошљава у Сан Рему, а Шефика иде на минималац. Сви су незадовољни. Акорд је у великој беспарици. Фарук је присиљен отпустити Дину. Међутим, Дино, преко ноћи постаје бескућник и усељава се у студио, а недуго затим и у стан Фазлиновића. Апсурдна ситуација кулминира када Дино, након снимања тона у стрељани, постаје потпуно глув.                                                               |
| 8                  | 8                  | 21. октобар 2007.   | ФТВ (БиХ) | Бротијев идентитет                  | Фарук губи свој идентитет и постаје Франческо Броти, сликар из Италије. Укућани се узалуд труде дозвати га себи, а Изет у помоћ позива старог пријатеља, доктора Ђиђимиловића. Амбициозни 43-годишњи рокер Ђенис Ђенис, губи живце чекајући састанак са власником студија Акорд, док га Ивана покушава смирити. Да би спасио посао, Изет се претвара да је Фарук.                                                                                              |
| 9                  | 9                  | 28. октобар 2007.   | ФТВ (БиХ) | Годишњица матуре                    | У кући Фазлиновића је ужарена атмосфера. Изет организује годишњицу матуре. Шефика, по наређењу, пече неколико стотина колача, Дино се бори за простор у стану и право на фрижидер. Излуђен Изетом, Дино се сели код госпође Споменке. У Сан Рему све је спремно за почетак прославе матуре. И док гости пристижу, један неочекивани сусрет славље претвара у општу тучу.                                                                                       |
| 10                 | 10                 | 4. новембар 2007.   | ФТВ (БиХ) | Трипл рандеву                       | Занесен новим моментима у свом животу, Дино купује веренички прстен. Али, купује га и Изет и позива госпођу Споменку у ексклузивни ресторан. Фарук сусреће Тању, стару и непрежаљену љубав, те је позива на вечеру. Дамир, коначно, излази са Алмом. Три генерације Фазлиновића, окупљају се у истом ресторану. |
| 11                 | 11                 | 11. новембар 2007.  | ФТВ (БиХ) | Успавана љепотица                   | На вратима Споменкиног стана појављује се Ведрана, њена 42-годишња ћерка која је стигла из Америке. Шокирана је анонимним телеграмом који је добила. Споменка признаје да се удаје за Дину који је 29 година млађи од ње. Изет је очајан. У Акорду, такође, неверица. У мраку спаваће собе Дино, се увлачи у кревет и не слути да уместо Споменке грли њену ћерку.                                                                                             |
| 12                 | 12                 | 18. новембар 2007.  | ФТВ (БиХ) | Купопродаја фолцике                 | Дино је поновно бескућник. У намери да му помогне, Ивана му препоручује собу код своје комшинице. Но, постоји проблем, јер је соба намењена искључиво девојкама. Но, то Дину неће поколебати. Фарук и Дамир планирају како Изету измамити паре те лажирају крађу аута. Међутим, лукави Изет се нађе у погрешно време на правом месту. |
| 13                 | 13                 | 25. новембар 2007.  | ФТВ (БиХ) | Квар на компјутеру                  | Док Дамир и Алма безуспешно покушавају покренути компјутер, Изет бестидно прислушкује шта раде и погрешно схвата у чему је проблем. Као и обично, спас тражи од доктора Ђиђимиловића. У студију Акорд и даље влада хаос. Ситуацију користи Чомбе не би ли коначно снимио свој албум. Изненада, појављује се 55-годишњи Рамбо, али га у збрци хаотичних тонова нико не примећује.                                                                               |
| 14                 | 14                 | 2. децембар 2007.   | ФТВ (БиХ) | Силиконска долина                   | Иванина 64-годишња пријатељица Драгана долази да је посети и жели да јој се уграде имплантатне груди, али Фарук жели да обнови свој студио и Ивана га схвата погрешно. У међувремену, Изет покушава да се поломи ногу како би добио новац од осигурања. |
| 15                 | 15                 | 9. децембар 2007.   | ФТВ (БиХ) | Игре на несрећу                     | Након што је поломио ногу, Изет се разбацује новцем који је наплатио од осигуравајућег друштва. Како би од Изета искамчили барем мало тог новца, Дамир и Фарук смишљају нову превару те му подваљују лажне лото листиће. Када дође у Лутрију, да преузме добитак, Изет види да је преварен. Дино је одлучан у намери да смрша и студио претвара у фитнес центар.                                                                                               |
| 16                 | 16                 | 16. децембар 2007.  | ФТВ (БиХ) | Трипер                              | Након ноћи проведене са 38-годишњом проститутком, Дино је покупио трипер. У паници, да се ова вест не прочује, тражи помоћ од Дамира, али док Дамир купује скупоцени лек у апотеци, спази га доктор Ђиђимиловић и то говори Изету. Ситуација се изокреће и ускоро цела кафана бруји о Динином проблему. |
| 17                 | 17                 | 23. децембар 2007.  | ФТВ (БиХ) | Призивање духова                    | Беспослица и једнолична свакодневница тера Фарука и Ивану да се одвезу до њене викендице изван града. Након неколико чаша вина, атмосфера постаје опуштајућа и њих двоје проводе романтично поподне. Дино је усамљен у студију, када се ненадано појави клијент са озбиљном и хитном пословном понудом. У потрази за Фаруком и Иваном, он упада у стан Фазлиновића, где угледа видовиту 64-годишњу Драгану усред ритуала.                                      |
| 18                 | 18                 | 30. децембар 2007.  | ФТВ (БиХ) | Гинисов рекорд                      | Изет је у новом покушају да се домогне пара те покушава појести 571 феферон те тако обори Гинисов рекорд. Но, уместо у књигу Гинисових рекорда, доспева у болницу. Ивана и Фарук покушавају прекинути започету романсу или је бар сакрити, али страст је јача од тога. Једино Дино, ништа не разуме. |
| 19                 | 19                 | 6. јануар 2008.     | ФТВ (БиХ) | Кућна достава                       | Сан Ремо тражи радника за кућну доставу, а Изет је у потрази за послом. Коцке су се склопиле и Изет се запошљава као достављач пица. Ивана посећује офталмолога и добија сочива са диоптријом, али није вешта у њиховом стављању. Док јој Фарук покушава помоћи у томе, сочива завршавају у чаши са водом, а потом и у Изетовом трбуху. |
| 20                 | 20                 | 13. јануар 2008.    | ФТВ (БиХ) | Шведска масажа                      | Ходање по свеже углачаном паркету има болне последице за Изета – уклештило га је у леђима. Шефика му нуди помоћ рођаке Сенаде која је стручњак за "шведску масажу". Како нема куд, Изет унапред плаћа младу масерку. Вешта масерка Сенада поштено одрађује свој посао, али масира погрешног Фазлиновића. |
| 21                 | 21                 | 20. јануар 2008.    | ФТВ (БиХ) | Умро предсједник, живио предсједник | Изет се након смрти комшије Мурадифа кандидује за новог председника кућног савета. Организује кампању и бројно гласачко тело, али то није довољно да победи свог протукандидата Милорада. Но, у задњем тренутку, из Америке стиже Споменка и свој глас даје Изету. |
| 22                 | 22                 | 27. јануар 2008.    | ФТВ (БиХ) | Препотентна ситуација               | Неуспешна ноћ са Споменком доводи Изета до очаја, те у помоћ зове старог пријатеља, доктора Ђиђимиловића. Он му препоручује употребу Вијагре. Како би "спасоносне" таблете сакрио од укућана, пресипа их у празну кутију од Аналгетика. У Акорду је неред након пијанке. Дино и Фарук су мамурни од последица позамашне количине алкохола. Како би се решили главобоље, узимају Аналгетик из погрешне кутије.                                                  |
| 23                 | 23                 | 3. фебруар 2008.    | ФТВ (БиХ) | Тестамент                           | Након ултразвучног прегледа Дино сазнаје да је медицински феномен јер има три бубрега. Ангажује Самира да му нађе пацијента коме би продао трећи бубрег и коначно се домогао пара. Дамир и Фарук проналазе Изетов тестамент у којој су остали без пребијене паре, па ангажују Самира да тетамент "окрене" у њихову корист. Но, Самиру је једино важно да он прође најбоље.                                                                                     |
| 24                 | 24                 | 10. фебруар 2008.   | ФТВ (БиХ) | Един ил' Едина                      | Када у Сан Рему угледа 46-годишњу Едину, Дино јој се почиње удварати. Све иде својим током до тренутка када Фарук угледа Едину. Изет је на мукама због проширених вена, па му Дамир купује стезнике. У Акорд стиже господин Саке, приватник који жели снимити рекламни спот. Музички студио отвара нову страницу у својој делатности. |
| 25                 | 25                 | 17. фебруар 2008.   | ФТВ (БиХ) | Групни секс                         | Након неспоразума са Изетом, Споменка поново одлази у Америку, а у њен стан привремено усељава њена рођакиња Сенка. После случајног сусрета у хаустору, Изет постаје заокупљен новом комшиницом, те од силне занесености не може спавати. Доктор Ђиђимиловић му преписује позамашну дозу седатива, како би га решио несанице, али таблете доспевају у погрешне руке.                                                                                           |
| 26                 | 26                 | 24. фебруар 2008.   | ФТВ (БиХ) | Кроатише пупи                       | Затечен лепим белим псом који лута улицама града, Дамир га доводи у царство Фазлиновића. Међутим, Изету је то нови напад на кућни буџет и жели га се што пре решити. Али, када у хаустору сретне Сенку, која се одушеви прелепим створењем, мења одлуку. И све би било како се само пожелети може, да прави власник није понудио примамљиву награду проналазачу његовог љубимца.                                                                               |
| 27                 | 27                 | 2. март 2008.       | ФТВ (БиХ) | Птичија грипа 1                     | У стан преко пута Фазлиновића досељава нови сусед, амбициозни локални политичар. Ивана одлази неколико дана на море, а Фаруку оставља свог кућног љубимца, папагаја по имену Огледалце. Како би био на сигурном, Фарук га доноси кући, не слутећи да је Изет тог јутра разрадио стратегију одбране од птичијег грипа. У суманутој борби "против перади", Огледалце извлачи дебљи крај, а новопечени сусед не може веровати у какав се луд комшилук доселио.    |
| 28                 | 28                 | 9. март 2008.       | ФТВ (БиХ) | Птичија грипа 2                     | Изет не одустаје од борбе против перади. Опседнут "птичијим грипом", разрађује план како се заштити, али и обогатити од епидемије новог доба. Међутим, не може то сам те се удружује са доктором Ђиђимиловићем и суседом Енесом. Све би можда и могло проћи без проблема, да се у посао није увукао и Самир. А где је Самир, ту је и нова превара. |
| 29                 | 29                 | 16. март 2008.      | ФТВ (БиХ) | Октобарска револуција               | Након телеграма чудног садржаја, у стану Фазлиновића влада опсадно стање. Изет успаничено ишчекује долазак тајанственог госта за којег га вежу заједничке револуционарне амбиције. За разлику од њега, амбиције комшије Хаџиедхемћумуровића усмерене су на припремање предизборне кампање, а он тај посао поверава студију Акорд. |
| 30                 | 30                 | 23. март 2008.      | ФТВ (БиХ) | Курс енглеског                      | Изет жели да научи енглески и купује књигу. Дино купује пиво јер жели да освоји карте за концерт "Ролинг Стоунса" и да води Фарука, али је он љут на њега и Дино одлучује да води Ивану и на крају је добио награду. Дамир има примављиву понуду за Изета. Њему и Инес требају паре и у замену за то даје Изету часове енглеског. Он им даје паре. И још Чомбе води Фарука. Сви иду на концерт у Аустрију и сви се налазе у истом аутобусу.                    |
| 31                 | 31                 | 30. март 2008.      | ФТВ (БиХ) | Повратак броја 1                    | У ексклузивном сарајевском хотелу одседа мултимилионер из САД, старији господин нарушеног здравља, који последњим атомима снаге покушава пронаћи своје потомке – Фазлиновиће. Али, када их коначно пронађе, превише узбуђења лоше утиче на његово здравље. Сусед Енес не одустаје од Шефике, а Изет се и даље служи преварама у покушају да се свиди Сенки. Последице су умало трагичне.                                                                       |
| 32                 | 32                 | 6. април 2008.      | ФТВ (БиХ) | Турнир                              | Фарук и Дино скупљају екипу за локални турнир у фудбалу у нади да ће освојити прво место и награду од пет хиљада марака. Уз Изетову "малу интервенцију", долазе до финала и све изгледа као да је награда већ у њиховим рукама. У кладионицама све су шансе на страни "Акорда". Али, у одлучујућој утакмици ништа не иде како треба. Шефика и Енес проводе угодно преподне у биоскопу, али након неочекиваног поклона, Шефика почиње сумњати у Енесове намере. |
| 33                 | 33                 | 13. април 2008.     | ФТВ (БиХ) | Ухватите дилера                     | Када се за шанком сретну Изет и Чомбе, у трену се рађа "прљава" пословна комбинација. Изет, који је увек гладан новца и не слутећи, узима пакетић са дрогом. У студију Акорд коначно добра пословна прилика. Но, док 57-годишњи гост чека да почне са снимањем, настаје збрка око сумњивог пакетића, који поново доспева код Чомбета. Међутим, све се то догоди у погрешном тренутку.                                                                          |
| 34                 | 34                 | 20. април 2008.     | ФТВ (БиХ) | Прока проналазач                    | Инвентивни Изет фасциниран је идејом бежичне струје, те се баца на посао. Дино је упоран у покушајима да од Марије измами који комад пите на вересују или да га се на неки начин дочепа. Дамир и Инес безуспешно траже простор где би могли бити сами. Прилика им се укаже када госпођа Сенка отпутује, а кључ оставља код Шефике. Но, Сенка закасни на аутобус, враћа се кући у тренутку када Изет примењује свој изум и цели град оставља без струје.        |
| 35                 | 35                 | 27. април 2008.     | ФТВ (БиХ) | Снимак плућа                        | Верујући да је Изет тешко болестан и да му је остало свега пет, шест дана живота, Фарук и Дамир се утркују око њега, трудећи се испунити му сваку жељу. Ни Шефика не заостаје за њима, а Изетове жеље нису скромне. Једна од њих је и луксузна масерска фотеља, за коју Фарук даје задњи новчић са рачуна, након што је Акорд коначно нешто и зарадио. Међутим, проблематични снимак плућа, који је проузроковао панику код Фазлиновића, уопште није Изетова.  |
| 36                 | 36                 | 4. мај 2008.        | ФТВ (БиХ) | Било једном у Сарајеву              | Дамир тражи од Изета и Фарука истину о својој мајци, коју никада није видео. Враћајући се у време пре двадесетак година, отац и деда обнављају сећања. Међутим, сваки од њих има своју верзију истог догађаја. И док присећања трају унедоглед, на вратима Фразлиновића се појављује тајанствена жена. |
| 37                 | 37                 | 11. мај 2008.       | ФТВ (БиХ) | ДНК анализа                         | Невенин изненадни долазак и присећање догађаја из прошлости, изазива дилему код Фазлиновића, у којој није сигурно да ли је Дамир уопште Фаруков син. У хаотичну причу о потенцијалном оцу уплиће се и Дино са својом верзијом догађаја који су се збили пре двадесет година. И док сви са нескривеном нервозом ишчекују резултате ДНК анализе, Невена се покушава видети са Дамиром, како би исправила грешке из младости. Међутим, Изет је опет бржи.         |
| 38                 | 38                 | 18. мај 2008.       | ФТВ (БиХ) | Доктор Фазлиновић                   | Изненада богат, Изет ужива у трошењу новца те купује одело и перику и потпуно мења изглед. Тако измењеног изгледа, збуњује све око себе. Када се нађе у докторској ординацији у погрешно време, успаничени Енес га замењује са уваженим доктором из Русије и представља одабраном докторском аудиторијуму. Прави доктор се ипак појављује, али нико му не верује.                                                                                              |
| 39                 | 39                 | 25. мај 2008.       | ФТВ (БиХ) | Нови рачунар                        | Дамир покушава на све начине смотати Изета да му купи нови компјутер, али Изет за таквим трошком не види потребу. Када коначно пристаје, компјутер прилагођава својим потребама. Фарук упознаје Инесину 53-годишњу маму у гардероби позоришта док се она припрема за излазак на сцену, те јој помаже у увежбавању текста. Не знајући о чему се ради, у страсној љубавној конверзацији затекну их Инес и Дамир.                                                 |
| 40                 | 40                 | 1. јун 2008.        | ФТВ (БиХ) | Ех, кад се сјетим                   | Ова епизода серијала води нас кроз времеплов породице Фазлиновић и најзанимљивије догађаје из њиховог окружења. Уз позамашну количину алкохола и помешана сећања, Изет и Фарук се присећају успомена на минуле дане и године те никад остварене амбиције и неостварене жеље. |

## Напомена
- У Хрватској је прва сезона приказана из два дела и обе половине сезоне се у Хрватској третирају као засебне сезоне.